# Ozero Pogosjtja
Ozero Pogosjtja (ryska: Озеро Погоща) är en sjö i Belarus.   Den ligger i voblasten Vitsebsks voblast, i den norra delen av landet, 190 km norr om huvudstaden Minsk. Ozero Pogosjtja ligger 129 meter över havet. Arean är 0,77 kvadratkilometer. Den sträcker sig 0,8 kilometer i nord-sydlig riktning, och 1,7 kilometer i öst-västlig riktning.
Omgivningarna runt Ozero Pogosjtja är en mosaik av jordbruksmark och naturlig växtlighet. Runt Ozero Pogosjtja är det glesbefolkat, med 16 invånare per kvadratkilometer.